# Eilean Iosal (ö i Storbritannien, lat 58,57, long -4,35)
Eilean Iosal är en ö i Storbritannien.   Den ligger i kommunen Highland och riksdelen Skottland, i den norra delen av landet, 800 km norr om huvudstaden London.